# T-Net
T-Net ist der Name des in Deutschland bundesweit verfügbaren öffentlichen Telefonnetzes (Public Switched Telephone Network – PSTN) der Deutschen Telekom.
1979 wurde der Beschluss zur vollständigen Digitalisierung des damaligen analogen Telefonnetzes gefasst. Zunächst wurden die Vermittlungstechnik und die Übertragungstechnik zwischen den Vermittlungen und dann ab 1989 auch das Zugangsnetz und die Teilnehmeranschlüsse durch Aufnahme des ISDN-Betriebes digitalisiert. Der vollständige digitale Ausbau des T-Net wurde Ende 1997 abgeschlossen. Das T-Net wird vom Festnetz-Geschäftsbereich der Telekom (ehemals T-Com) betrieben. Die ursprünglichen Planungen des ehemaligen Postministeriums sahen vor, die vollständige Digitalisierung erst etwa 2012 abzuschließen.
T-Net (als Kurzform für „T-Net-Anschluss“) steht im Sprachgebrauch der Deutschen Telekom darüber hinaus für den analogen Festnetzanschluss, während der digitale Anschluss im Unterschied dazu als T-ISDN bezeichnet wird.
Darüber hinaus bezeichnet T-Net (als Kurzform für „T-Net Standard“ bzw. „T-Net Standardanschluss“) im Sprachgebrauch der Deutschen Telekom auch den „Standardanschluss“ genannten Tarif für analoge Festnetzanschlüsse, der bis zum 28. Februar 2005 vermarktet wurde. Er ist seither nur noch für Bestandskunden verfügbar, die weder zu einem anderen Anbieter noch zu einem der zahlreichen neuen Tarife gewechselt sind, die seit dem 1. März 2005 von der Deutschen Telekom angeboten werden. Er ist zugleich der Tarif mit der geringsten monatlichen Grundgebühr aller Telekom-Festnetzanschlüsse.
Ende 2007 betrieb die Telekom 31 Millionen der 38 Millionen Festnetzanschlüsse in Deutschland, entsprechend einem Marktanteil von knapp 81,4 Prozent.